# Chrissie (jezioro)
Chrissie (afr. Chrissiesmeer) – płytkie jezioro słodkowodne położone w prowincji Mpumalanga, w Republice Południowej Afryki. Jest to największe naturalne jezioro słodkowodne w Republice Południowej Afryki, ma około 9 km długości i 3 km szerokości, a długość jego linii brzegowej wynosi 25 km. Powierzchnia i głębokość jeziora zmieniają się sezonowo. Jezioro leży na obszarze rolniczym znanym jako New Scotland, który został założony około 1866 roku przez Alexandra McCorkindale’a. Nazwał on jezioro na cześć Christiny Pretorius, córki Marthinusa Wessela Pretoriusa, ówczesnego prezydenta Republiki Południowoafrykańskiej. Wcześniej obszar ten był znany wśród Burów jako Matotoland (co oznaczało Kraina żab, ze względu na liczne gatunki żab występujące w wodach jeziora i wokół nich), a wśród ludu Suazi jako Kachibibi (Wielkie jezioro). W okresie wojen burskich było również znane pod nazwą Bothwell. Jezioro słynie z bogatego ptactwa (obejmującego około 20 000 flamingów, 82 gatunki ptaków wodnych i 170 innych gatunków ptaków) oraz stad blesboków pasących się na jego brzegach. Na północnym wybrzeżu jeziora leży miasto Chrissiesmeer.